# Nieuwe Amstelbrug
Die Nieuwe Amstelbrug (auch Ceintuurbaanbrug) ist eine bewegliche Brücke über den Fluss Amstel in Amsterdam. Sie verbindet die Stadtviertel De Pijp und Oost-Watergraafsmeer. Auf der Brücke verläuft die aus westlicher Richtung kommende Straße Ceintuurbaan, die sich östlich der Brücke in Blasiusstraat und Ruyschstraat teilt. 

## Geschichte
Aufgrund des zunehmenden Straßenverkehrs in Amsterdam war im 19. und 20. Jahrhundert der Bau neuer Brücken nötig. An breiteren Gewässern wie der Amstel wurden bis dahin vor allem Fährschiffe eingesetzt. Das Städtische Planungsbüro Publieke Werken plante die Nieuwe Amstelbrug in Zusammenarbeit mit dem namhaften Architekten Hendrik Petrus Berlage bereits 1882. Das ursprüngliche Konzept sah in der Mitte der Klappbrücke eine kleine Insel vor. Hier sollte später unter anderem ein Kaffeehaus errichtet werden. Die Bauarbeiten begannen 1899. Am 4. Juli 1903 wurde die Brücke für den Verkehr freigegeben. Seit 1904 fährt die Linie 3 der Straßenbahn Amsterdam über die Brücke. Die ebenfalls von Architekt Berlage entworfenen Laternen wurden 1906 errichtet.
Der Brückenaltbau wurde ab 1984 komplett abgetragen. Der Neubau, der dem Vorgänger äußerlich gleicht, entstand unter Verwendung historischer Bauteile und wurde am 12. April 1986 eröffnet.

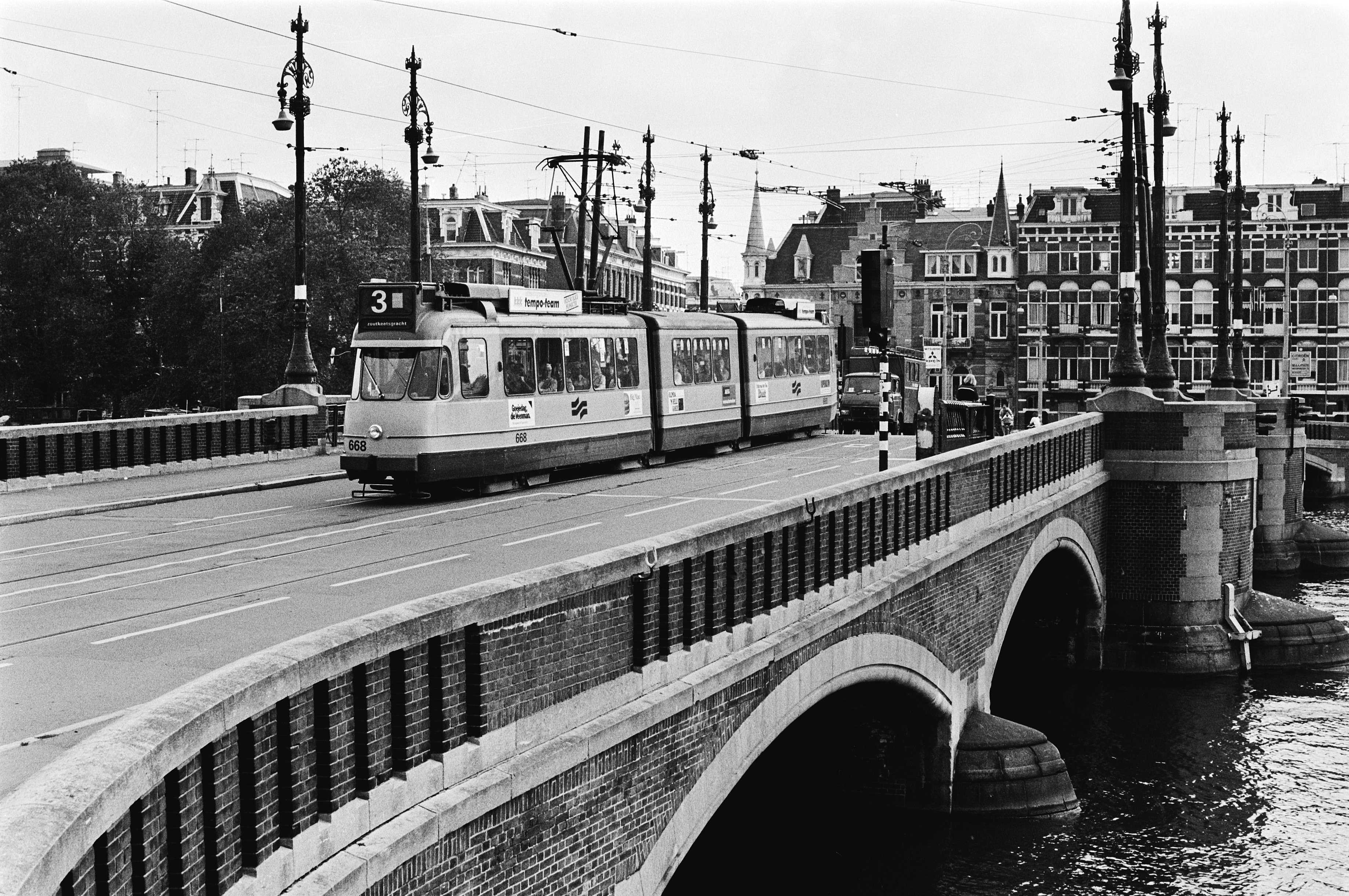
Die „alte“ Nieuwe Amstelbrug, 1979
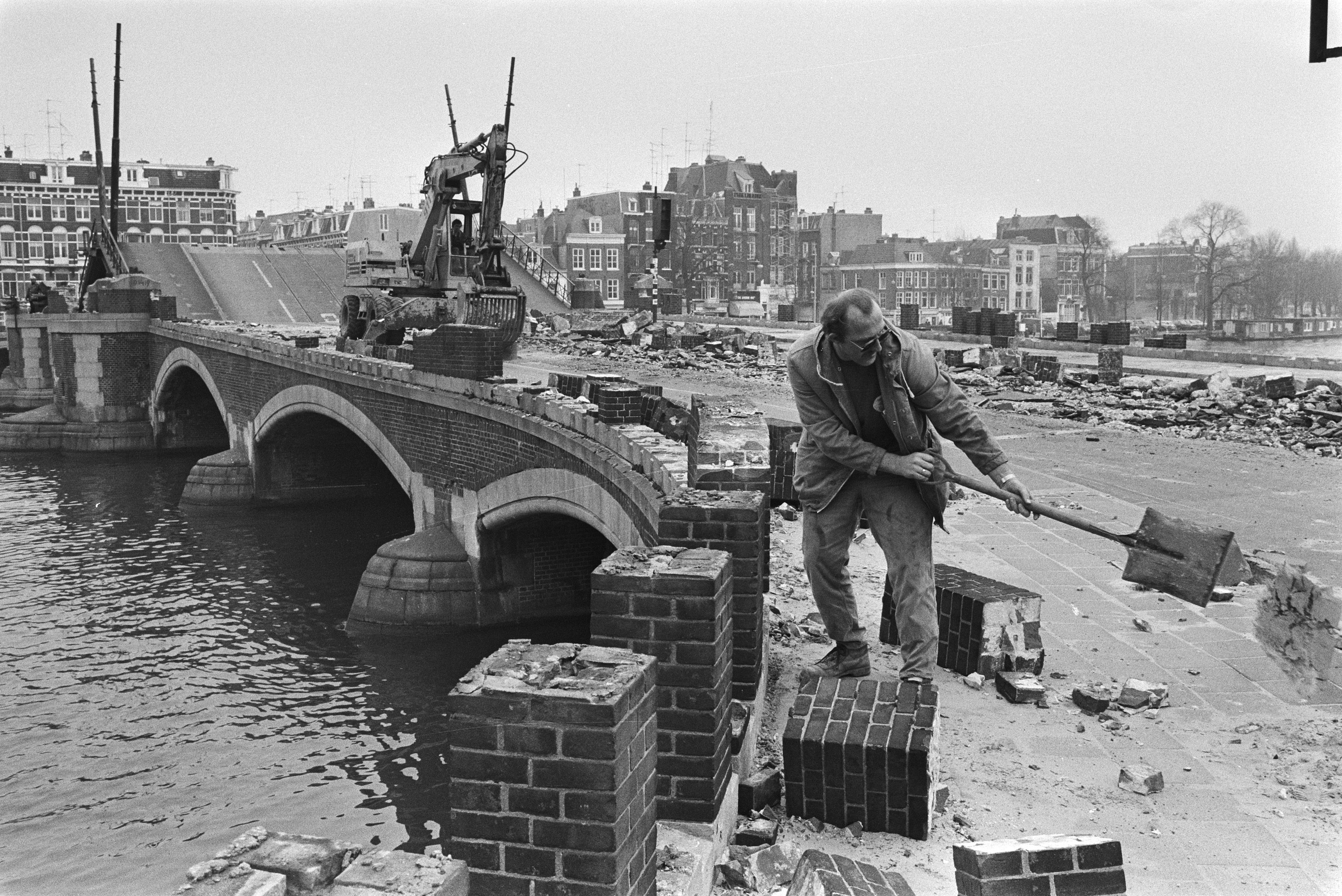
Abriss der alten Brücke, 1984
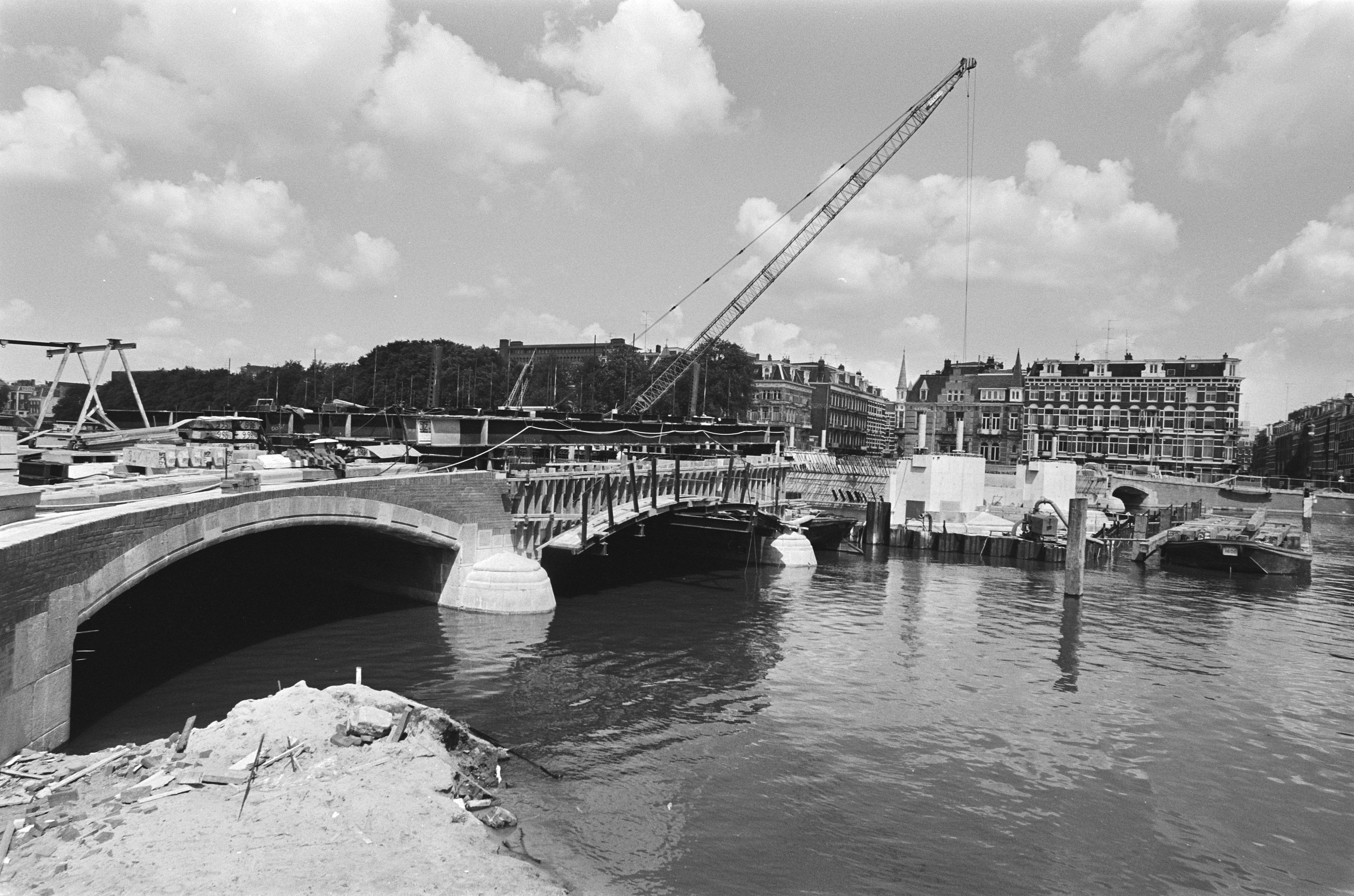
Wiederaufbau der Nieuwe Amstelbrug, 1985
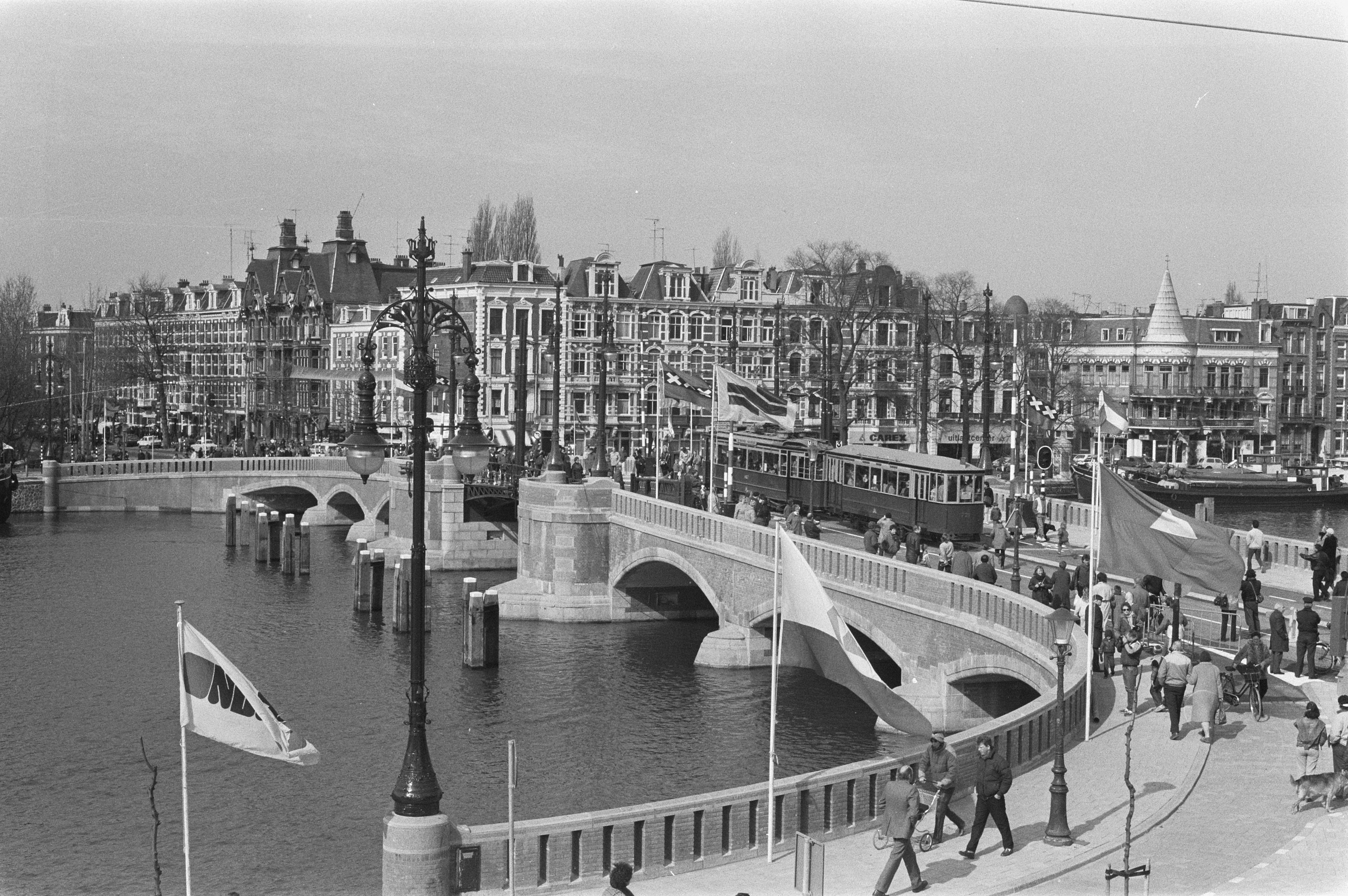
Eröffnung des Neubaus, 1986